# Rosljakowo (Murmansk)
Rosljakowo (russisch Росляково) ist ein Stadtteil von Murmansk, Verwaltungssitz der Oblast Murmansk in Russland. Als eigenständige Ortschaft hatte Rosljakowo zuletzt 8696 Einwohner (Stand Volkszählung 14. Oktober 2010).

## Geographie

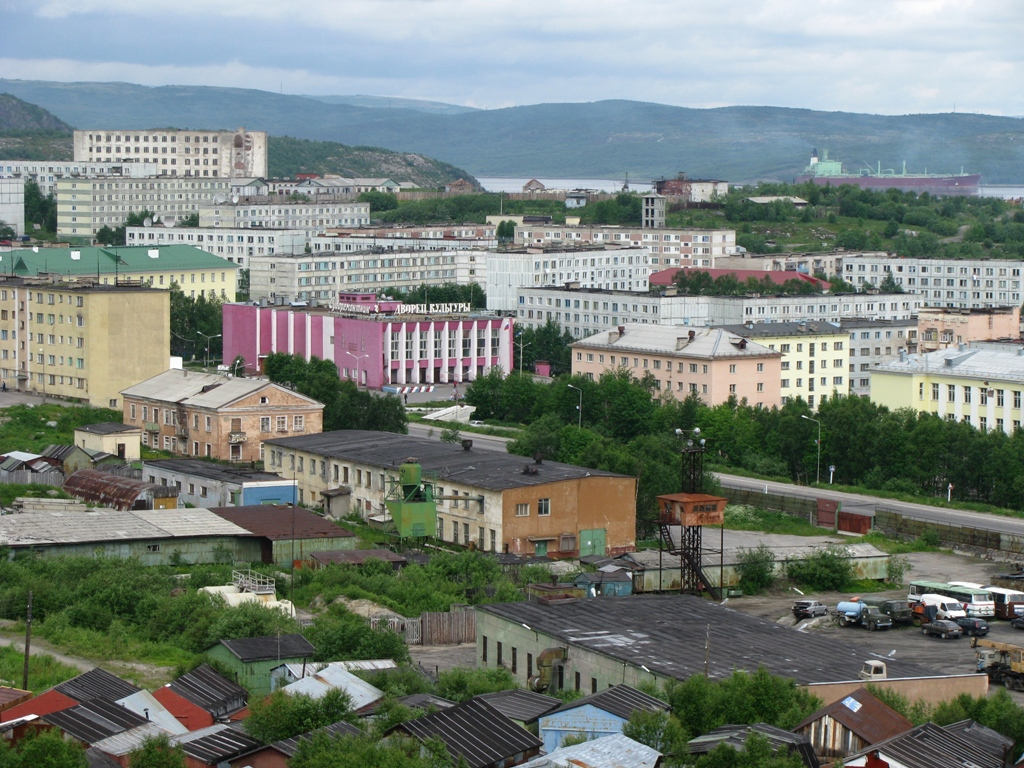
Blick auf Rosljakowo; im Hintergrund der Supertanker Belokamenka

Der Stadtteil liegt auf der Halbinsel Kola, am Südufer der Kola-Bucht etwa zehn Kilometer nordöstlich des Zentrums von Murmansk.

## Geschichte
Eine Siedlung an Stelle des heutigen Rosljakowo wurde erstmals 1896 erwähnt.
In den 1930er-Jahren wurde die östlich benachbarte Bucht Grjasnaja Guba mit gleichnamigem Ort (seit 1954 Safonowo) als Standort für die Marinefliegerkräfte der sowjetischen Nordflotte gewählt, mit der Perspektive der Erweiterung in Richtung Rosljakowo und Tschalmpuschka (nahegelegenes Dorf an der gleichnamigen Bucht, heute Teil von Rosljakowo). Nach dem Zweiten Weltkrieg wurden die Einrichtungen der Nordflotte massiv ausgebaut; in der Tschalmpuschka-Bucht bei Rosljakowo/Tschalmpuschka entstand ab 1946 die Reparaturwerft Nr. 82, bei welcher ab 1980 das Schwimmdock PD-50 in Betrieb stand. Die Orte waren verwaltungstechnisch ab 1951 dem Stadtsowjet Seweromorsk unterstellt, wurden aber 1958 als eigenständige Siedlungen städtischen Typs ausgegliedert und 1959 unter dem Namen Rosljakowo vereinigt.
Ab 1996 war Rosljakowo der Verwaltung der sieben Kilometer östlich gelegenen „geschlossenen“ Stadt (SATO, seit 2004 Stadtkreis) Seweromorsk unterstellt. Mit Wirkung vom 1. Januar 2015 wurde die Siedlung aus dem Stadtkreis Seweromorsk herausgelöst und nach Murmansk eingemeindet.
Auf der Werft von Rosljakowo wurde das im Jahr 2000 verunglückte Atom-U-Boot Kursk demontiert. Im Jahr 2011 brannte die Außenhülle des U-Boots Jekaterinburg im Schwimmdock; entgegen ersten Angaben waren dessen Nuklearraketen nicht entladen worden. Das große Schwimmdock PD50 sank Ende Oktober 2018 an seinem Einsatzort, der Schiffsreparaturwerkstatt Nummer 82, in Folge eines Stromausfalls.

### Bevölkerungsentwicklung
| Jahr | Einwohner | Bemerkungen                        |
| ---- | --------- | ---------------------------------- |
| 1948 | 986       | Rosljakowo 401, Tschalmpuschka 585 |
| 1959 | 4.118     |                                    |
| 1970 | 5.502     |                                    |
| 1979 | 7.633     |                                    |
| 1989 | 11.981    |                                    |
| 2002 | 9.458     |                                    |
| 2010 | 8.696     |                                    |

Anmerkung: ab 1959 Volkszählungsdaten

## Wirtschaft und Infrastruktur
In der Siedlung gibt es eine Werft der russischen Nordflotte, verschiedene Bau- und Versorgungsunternehmen.
Durch Rosljakowo verläuft das nördlichste Teilstück Murmansk – Seweromorsk der aus dem 1430 km entfernten Sankt Petersburg kommenden Fernstraße M18.
Gegenüber der Siedlung, vor dem Dorf Belokamenka, liegt in der Kola-Bucht der gegenwärtig (Stand: 2012) als schwimmendes Tanklager dienende gleichnamige Supertanker Belokamenka.